# Reggie Freeman
Reggie Freeman, né le 17 mai 1975, est un joueur américain de basket-ball (1,95 m).

## Carrière

### Universitaire
- 1993-1997 : Longhorns du Texas (NCAA)

### Clubs
- 1997-1998 :  Connecticut Pride (CBA)
- 1998-1999 :  Quad City Thunder (CBA)
- 1999-2000 :  ITU İstanbul (TBL)
- 2000-2001 :  Indiana Legends (ABA)
- 2000-2001 :  Cocodrilos de Caracas (LPB)
- 2001-février 2002 :  Cibona Zagreb (A1 liga Ožujsko)
- 2002-2002 :  ASVEL Villeurbanne (Pro A)
- 2002-2003 :  FMP Zeleznik (Naša Sinalko Liga)
- 2003-2003 :  Étoile rouge de Belgrade (Naša Sinalko Liga)
- 2004-2006 :  KK Zeleznik (Naša Sinalko Liga)
- 2006-2007 :  Orlandina Basket (LegA)

## Palmarès
- Champion de France 2002 avec l'ASVEL
- Coupe de Serbie-Monténégro 2003 et 2005 avec FMP Zeleznik
- Vainqueur de la Ligue Adriatique 2004 avec BC Reflex Belgrade